# Hierotheus Confluentinus

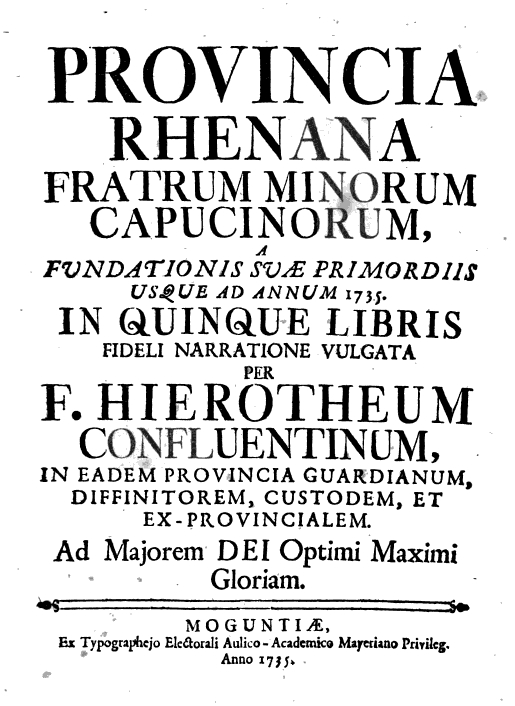
Titelblatt, Erstauflage der Kapuzinerchronik „Provincia Rhenana“, Mainz, 1735

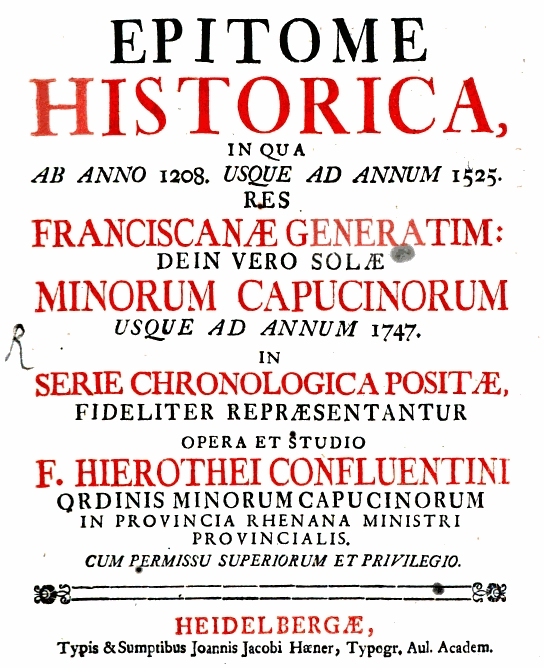
Titelblatt„Epitome historica“, Heidelberg, 1750

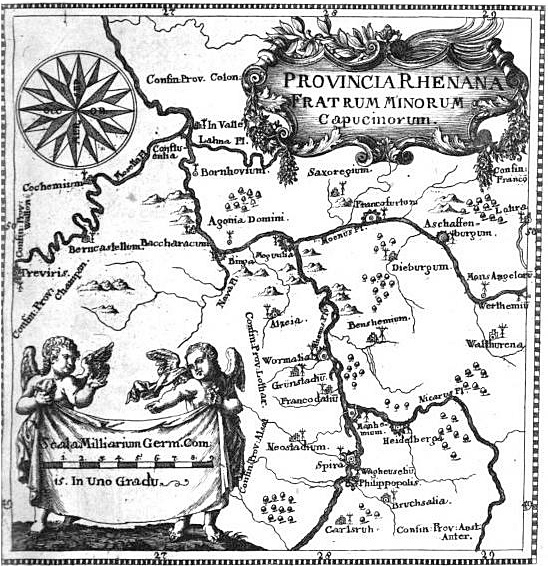
Landkarte der Rheinischen Kapuzinerprovinz, aus „Provincia Rhenana“ von Hierotheus Confluentinus, 1735

 Hierotheus Confluentinus OFMCap, geborener  Johann Michael Stammel (* 7. September 1682 in Koblenz; † 21. März 1766 in Trier) war ein katholischer Priester aus Kurtrier, Kapuziner, geistlicher Schriftsteller und Chronist seines Ordens.

## Leben und Wirken
Hierotheus Confluentinus war der älteste Sohn von insgesamt 6 Kindern, des in Koblenz ansässigen, kurtrierischen Zolldieners Philipp Eberhard Stammel und seiner Ehefrau Katharina Räter. Geboren unter dem Namen Johann Michael Stammel trat er am 12. September 1698 in den Kapuzinerorden ein, wo er gemäß der Ordenstradition den neuen Namen Hierotheus Confluentinus erhielt. Dieser setzte sich zusammen aus einem geistlichen Rufnamen, verbunden mit dem Namen des Herkunftsortes, in seinem Fall Koblenz bzw. Confluentes, die lateinische Übersetzung.
Kardinal (seit 1713) Damian Hugo von Schönborn, damals Landkomtur des Deutschen Ordens in Alden-Biesen erwählte ihn 1716 zu seinem Beichtvater. 1719 wurde Kardinal Schönborn Fürstbischof von Speyer; Pater  Hierotheus blieb als Berater und Vertrauter in seiner nächsten Umgebung. 1721 nahm Schönborn den Kapuziner als seinen Begleiter zum Konklave und zur Wahl von Papst Innozenz XIII. nach Rom mit.
1723 besuchte er als Definitor das 34. Provinzialkapitel des Ordens in Mainz. Schon ein Jahr später musste Pater Hierotheus Confluentinus seine Vertrauensstellung bei Kardinal Schönborn aufgeben, da ihn das Provinzialkapitel zum Kustos für das Generalkapitel bestimmt hatte. Am 29. August 1727 wählte ihn das 36. Provinzialkapitel zum Provinzial der Rheinischen Kapuzinerprovinz mit Sitz in Mainz. In diesem Amt verblieb er, mehrfach wiedergewählt, mit Unterbrechungen, bis zum Jahre 1757. Darüber hinaus war er auch Guardian (Vorsteher) des Kapuzinerklosters Koblenz. 1764 zog er sich altersbedingt in den Kapuzinerkonvent Trier (bei den heutigen Thermen am Viehmarkt) zurück, wo er auch starb.

## Schriftsteller und Historiker
Die heutige Bedeutung von Pater Hierotheus liegt in seiner schriftstellerischen Arbeit. Neben rein religiösen Werken, wie „Tractatus bipartitus de sacro-sancto missae sacrificio“ (1759)  verfasste er auch kirchenhistorische Schriften, die eine wichtige Geschichtsquelle für den südwestdeutschen Raum darstellen. Hierzu zählt insbesondere die 1735 publizierte und 1750 nochmals aufgelegte Chronik der Rheinischen Kapuzinerprovinz in mehreren Teilbänden, die viele historische Einzelheiten zu der Provinz, den einzelnen Klöstern, aber auch eine große Menge an Einzelbiografien der dort eingesetzten Ordensleute festhält. Sie trägt den Titel „Provincia Rhenana fratrum minorum Capuzinorum a fundationis suae primordiis usque ad annum 1734“, ist in Latein abgefasst und wird immer wieder als Geschichtsquelle zitiert. Hauptsächlich sind darin Angaben über die Niederlassungen in Alzey, Aschaffenburg, Bacharach, Bensheim, Bernkastel, Bingen, Bornhofen, Bruchsal, Dieburg, Engelberg, Koblenz, Cochem, Frankenthal, Frankfurt am Main, Grünstadt, Heidelberg, Hemsbach, Karlsruhe, Königstein im Taunus, Ladenburg, Lohr am Main, Mainz, Mannheim, Neuleiningen, Neustadt an der Weinstraße, Philippsburg, Rüdesheim-Nothgottes, Sachsenhausen, Speyer, Trier, Waghäusel, Walldürn, Wertheim und Worms enthalten.
Weitere historische Schriften sind „Epitome historica, in qua res Franciscanae generatim“ , über die allgemeine Geschichte der Franziskaner und Kapuziner bis 1747 (1750) und „Manipulus Confluentinarum memorabilium rerum“, über Geschichtsereignisse in seiner Heimatstadt Koblenz (1753).

## Online abrufbare Werke
- Provincia Rhenana fratrum minorum Capuzinorum a fundationis suae primordiis usque ad annum 1734 (Digitalisat)
- Epitome historica, in qua res Franciscanae generatim (Digitalisat)
- Manipulus Confluentinarum memorabilium rerum (Digitalisat)